# HM Sampoerna
PT Hanjaya Mandala Sampoerna Tbk (HM Sampoerna) — одна из крупнейших табачных компаний Индонезии (наряду с Gudang Garam и Djarum входит в «большую тройку» табачных компаний страны), специализируется на производстве кретек (сигарет с гвоздикой) и сигарет западного образца с фильтром. Контролирует около 34 % внутреннего рынка Индонезии (наиболее продаваемые марки — Sampoerna Hijau, Sampoerna A Mild и Dji Sam Soe).  
Основана в 1913 году бизнесменом китайского происхождения Лим Син Ти как Handel Maastchapij Liem Seeng Tee. После его смерти в 1956 году компанию сперва возглавили две дочери основателя, а затем его сын Ага Сампурна. С 1990 года Sampoerna котируется на Индонезийской фондовой бирже. В 2005 году внук основателя Путера Сампурна продал табачную компанию швейцарско-американской группе Philip Morris International (после продажи семейного бизнеса Путера Сампурна и его сын Майкл сосредоточились на инвестиционной компании Sampoerna Strategic).
HM Sampoerna управляет в Индонезии 7 фабриками: две выпускают кретек на автоматическом оборудовании, а пять — скрученные вручную. Также компания занимается дистрибуцией на индонезийском рынке сигарет марки Marlboro (самый популярный в стране бренд, не относящийся к классу кретек). Дочерние компании занимаются производством упаковки, логистикой и другими услугами (Sampoerna Printpack, Sampoerna Air Nusantara, Union Sampoerna, Handal Logistik Nusantara, Asia Tembakau, Taman Dayu Dinamika и Perusahaan Dagang dan Industri Panamas).
Производственные мощности HM Sampoerna расположены в Сурабае, Пандаане, Маланге, Лумаджанге, Проболинго (Восточная Ява) и Караванге (Западная Ява). Весной 2014 года из-за падения спроса на сигареты кретек ручного производства HM Sampoerna закрыла две фабрики в округах Лумаджанг и Джембер (Восточная Ява), уволив почти 5 тыс. сотрудников. До продажи Philip Morris филиалы компании действовали на Филиппинах и Кипре, в Малайзии, Вьетнаме, Мьянме, Африке и Латинской Америке.  